# Walter de Gruyter (Verlag)

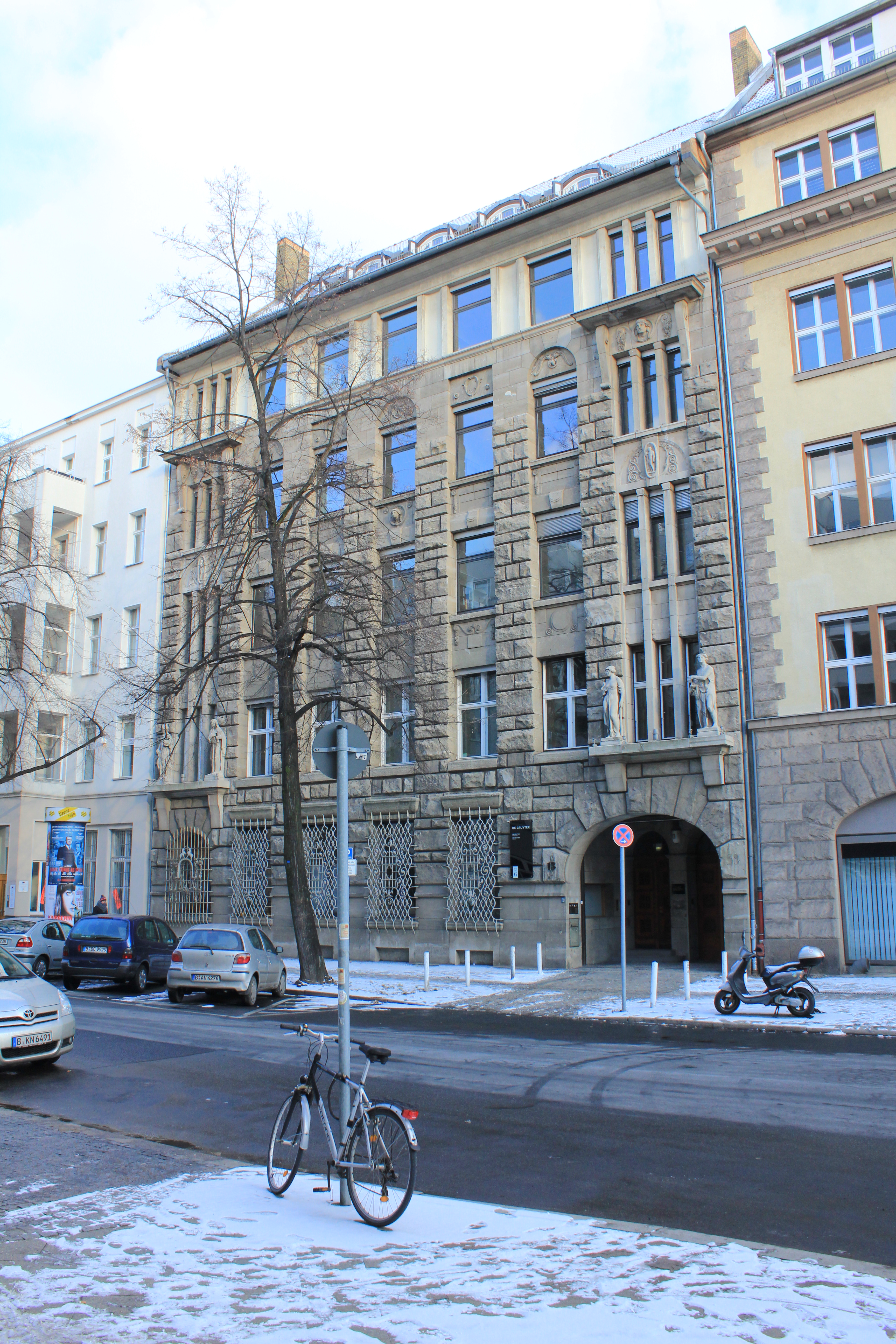
Sitz des Verlages in Berlin, Genthiner Straße 13

Die Walter de Gruyter GmbH (kurz De Gruyter [də ˈɡʁɔʏ̯tɐ] genannt, auch WDeG abgekürzt) ist ein international tätiger Wissenschaftsverlag mit Hauptsitz in Berlin. Am 1. März 2024 wurde der Verlag nach der Übernahme von Brill in De Gruyter Brill umbenannt.
De Gruyter gibt jährlich über 1300 neue Titel heraus, die Hälfte davon in englischer Sprache. Zudem werden 750 Fachzeitschriften und Online-Datenbanken veröffentlicht. Seit 2008 bietet De Gruyter seine Inhalte auch in elektronischer Form auf einer verlagseigenen, integrierten Plattform an.

## Fachgebiete und Verlagsprogramm
Die Fachgebiete des Verlages sind:
- Architektur, Kunst, Musik
- Altertumswissenschaften, Geschichte, Philosophie
- Theologie, Judaistik, Religionswissenschaft
- Literatur-, Sprach- und Kommunikationswissenschaften
- Medizin, Naturwissenschaften und Mathematik
- Rechtswissenschaft
- Wirtschafts- und Sozialwissenschaften
- Buch- und Bibliothekswesen, Information und Dokumentation

Mit der De Gruyter e-dition macht der Verlag mehr als 50.000 Titel aus über 260 Jahren Verlagsgeschichte wieder verfügbar. Jeder Titel ist sowohl elektronisch als auch als Hardcover-Reprint erhältlich. Im Weiteren ist De Gruyter ein Partner von Google Book Search. Nahezu alle Titel aus dem Verlagsprogramm sind dort auszugsweise präsent. Unter dem Imprint De Gruyter Open ist die Verlagsgruppe De Gruyter der drittgrößte Open-Access-Verlag.
Zu den bekanntesten Editionen des Verlags zählen die kritische Gesamtausgabe Friedrich Nietzsches und die gesammelten Schriften von Immanuel Kant sowie die kritischen Gesamtausgaben von Achim von Arnim, von Friedrich Schleiermacher sowie die von Ernst Troeltsch. Seit 1998 erscheint die Ferdinand Tönnies Gesamtausgabe. Bei den Zeitschriften zählt das Journal für die reine und angewandte Mathematik (Crelle’s Journal) zu den weltweit bedeutendsten seiner Disziplin. Auch dem breiteren Publikum bekannte Werke sind zum Beispiel Pschyrembel – Klinisches Wörterbuch der Medizin und Kluge – Etymologisches Wörterbuch der deutschen Sprache. Ein weiteres Wörterbuchprojekt ist das Frühneuhochdeutsche Wörterbuch.

## Geschichte

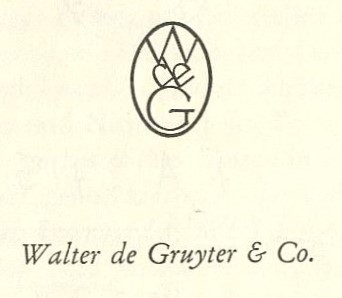
Signet 1965

Der Verlag wurde von Walter de Gruyter in Berlin aufgebaut, der fünf Verlage zum 1. Januar 1919 durch Fusion zu einem wissenschaftlichen Universalverlag zusammenschloss:
- G. J. Göschen’sche Verlagsbuchhandlung
- Verlagsbuchhandlung I. Guttentag
- Verlag Georg Reimer (seit 1897 im Besitz von Walter de Gruyter)
- Verlag Karl J. Trübner
- Verlag Veit & Comp.

Die damalige Kommanditgesellschaft mit der Firma Vereinigung wissenschaftlicher Verleger Walter de Gruyter & Co. hatte zunächst neben de Gruyter vier weitere Komplementäre und jeder der fünf brachte weniger als die Hälfte des Kapitals ein, de Gruyter jedoch fast 50 %. Komplementäre waren neben Walter de Gruyter Otto von Halem und Curt Thesing (Mitinhaber von Veit & Comp.), Wilhelm von Crayen (Mitinhaber von Göschen) sowie Oscar Schuchardt (Mitinhaber von Guttentag). Im November 1920 verkaufte Otto von Halem seinen Geschäftsanteil an seinen Widersacher de Gruyter, der damit die Mehrheit besaß und im Jahr 1922 nochmals auf 77 % erhöhte. Ab 1. Januar 1923, weniger als fünf Jahre nach seiner Gründung, hieß das Unternehmen nur noch Walter de Gruyter & Co. Nach dem Tod von Walter de Gruyter im Jahr 1923 wurde sein Schwiegersohn Herbert Cram (1890–1967) zum Nachfolger in der Geschäftsleitung aufgebaut und 1924 als persönlich haftender Gesellschafter Leiter des Verlages, 1938/39 kurzzeitig mit Burkhardt Meier (1885–1946), der zweite Schwiegersohn Walter de Gruyters, als persönlich haftendem Gesellschafter und Zuständigkeit für das geisteswissenschaftliche Programm, an seiner Seite. Sein Nachfolger als persönlich haftender Gesellschafter wurde Wolf Meinhard von Staa. Für die NS-Zeit kam Melanie Mienert zum Fazit, dass „de Gruyter kein aktiver Nazi-Verlag [war] und nur wenige Mitarbeiter […] Mitglied in der Partei“ waren. Nach Klaus G. Saur gehörte De Gruyter zu der Mehrzahl der deutschen Verlage, die „weiter gearbeitet und sich mehr oder weniger angepasst oder arrangiert haben“. Als erster Verlag im britischen Besatzungsgebiet erhielt Herbert Cram bereits am 3. Oktober 1945 die Lizenz zur Wiedereröffnung des Verlags Walter de Gruyter & Co.
Von Herbert Cram übernahm 1967 dessen Sohn Kurt-Georg Cram (1920–2012) die Verlagsleitung. Unter diesem begann die Internationalisierung des Verlages durch Zukauf ausländischer Verlage. Kurt-Georg Cram folgte 1998 sein Sohn Hans-Robert Cram, der 2004 aus der Geschäftsführung ausschied. Zum 1. Januar 2005 wurde Klaus G. Saur geschäftsführender Gesellschafter und Vorsitzender der Geschäftsführung, seit 2006 war er alleiniger Geschäftsführer. Zum 30. September 2008 trat Saur in den Ruhestand. Von Mai 2008 bis Herbst 2014 was Sven Fund Geschäftsführer. Ab Oktober 2014 waren Carsten Buhr und Anke Beck Geschäftsführer, seit März 2018 ist Carsten Buhr Alleingeschäftsführer.

### Verlagsarchiv
Das umfangreiche Verlagsarchiv für die Jahre 1749 bis 1945 befand sich seit 1998 als Depositum in der Staatsbibliothek zu Berlin und wurde dieser 2022 vom Verlag geschenkt.

## Verlagsübernahmen
Im Jahr 1927 wurde der Verlag Marcus & Weber übernommen, 1935 der auf Theologie und Religionswissenschaft spezialisierte Verlag Alfred Töpelmann. 1939 wurde eine Beteiligung am Verlag J. Schweitzer erworben.
Der Verlag De Gruyter erwarb 1977 das Verlagshaus Mouton Publishers in Den Haag, das nun als Imprint De Gruyter Mouton auf die Herausgabe linguistischer Bücher sowie akademischer Journale, Nachschlagewerke und Bibliographien spezialisiert ist.
Im August 2006 wurden der Max Niemeyer Verlag (Tübingen) und der K. G. Saur Verlag (München) übernommen und mit dem bestehenden Programm fusioniert. Der Verlagssitz in Tübingen wurde 2012 geschlossen. Im April 2012 übernahm De Gruyter den in Basel ansässigen, auf Architektur spezialisierten Birkhäuser Verlag. Der österreichische AMBRA Buchverlag, der aus dem früheren Kunst- und Architekturprogramm Springer Wien New York hervorgegangen war, wurde von Birkhäuser im Juli 2014 übernommen. Zum Jahresbeginn 2013 übernahm De Gruyter zudem den Akademie Verlag (Berlin) und den Oldenbourg Wissenschaftsverlag (München).

Logo des 2012 übernommenen Versita Verlag

Im Jahr 2012 erwarb De Gruyter auch den Londoner Open-Access-Verlag Versita. Seit 2014 ist Versita vollständig unter dem Imprint-Titel De Gruyter Open integriert, der auch mehrere so genannte Mega-Zeitschriften, oder mega journals, und einen Blog über den offenen Zugang in der Akademie beherbergt, in Anbetracht der wachsenden globalen Beliebtheit des offenen Zugangs zwischen Forschern und akademischen Institutionen.
2013 wurde der Ontos Verlag, 2016 Lucius & Lucius, 2018 Düsseldorf University Press und der Deutsche Kunstverlag, 2019 Jovis sowie 2023 Mercury Learning and Information in den USA erworben.
Im Oktober 2023 wurde die Übernahme des Verlags Brill durch De Gruyter angekündigt. Nach Abschluss der Fusion wurde der Verlag 2024 in De Gruyter Brill umbenannt.

## Walter de Gruyter Stiftung
Die 2006 gegründete Walter de Gruyter Stiftung bezweckt die Förderung von Wissenschaft und Forschung, insbesondere in den Geisteswissenschaften.